# یواس‌اس کرئون (ای‌آرال-۱۱)
یواس‌اس کرئون (ای‌آرال-۱۱) (به انگلیسی: USS Creon (ARL-11)) یک کشتی است که طول آن ۳۲۸ فوت (۱۰۰ متر) می‌باشد. این کشتی در سال ۱۹۴۴ ساخته شد.